# Seyðisfjarðarflói
La Seyðisfjarðarflói, toponyme islandais signifiant littéralement en français « baie du Seyðisfjörður », est une baie d'Islande baignant les côtes orientales du pays. Elle se trouve aux débouchés du Loðmundarfjörður et du Seyðisfjörður.